# European Robotic Arm

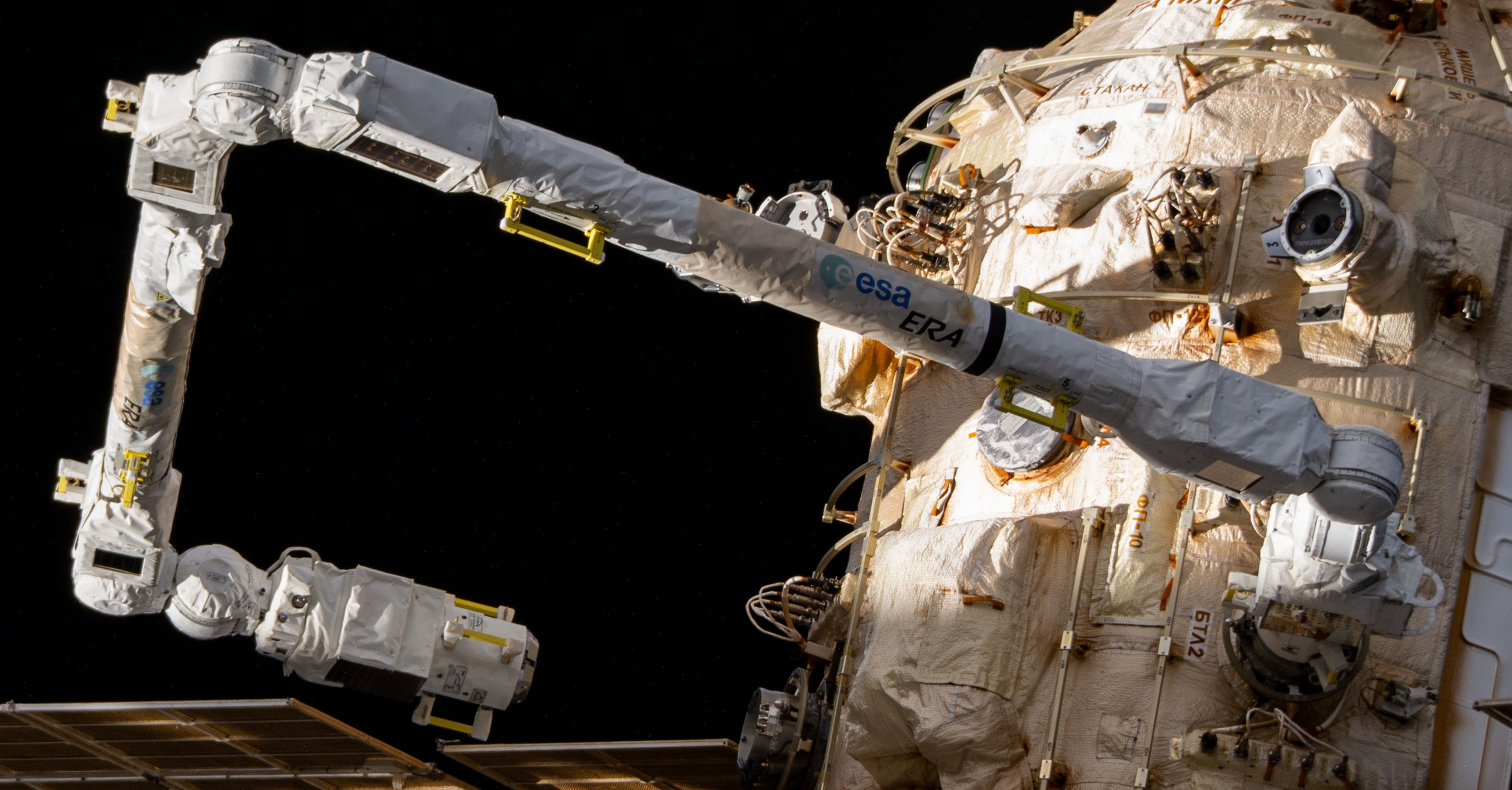

Il braccio robotico ERA durante un test

Lo European Robotic Arm (ERA) è un braccio robot sviluppato dall'ESA per essere montato sul segmento russo della Stazione spaziale internazionale.

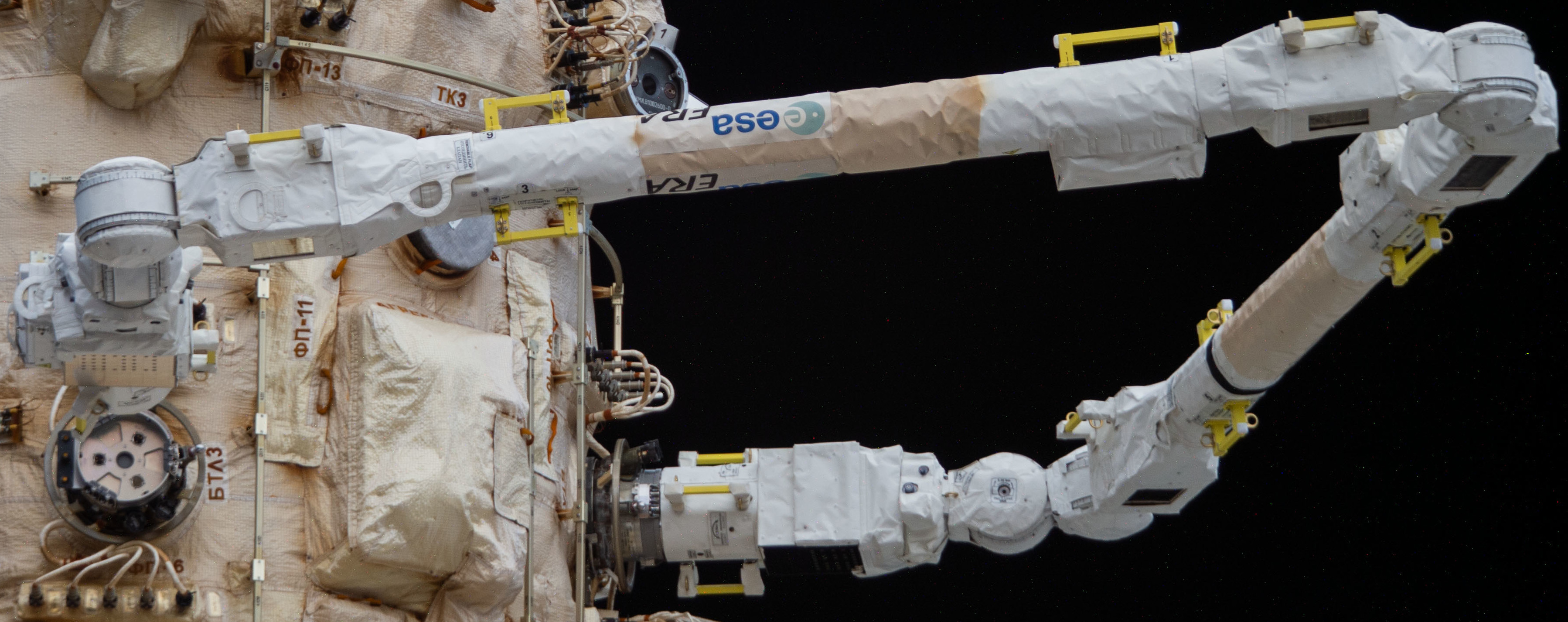

## Principali caratteristiche

Rappresentazione del braccio robotico ERA

Il braccio robot sviluppato dall'ESA è dotato di alcune caratteristiche interessanti come la capacità di eseguire in modo automatico o semiautomatico alcune mansioni ripetitive. Il robot inoltre ha la capacità di spostarsi attorno alla stazione in modo automatico. I compiti specificamente progettati per il braccio includono:
- installazione e dispiegamento dei pannelli solari;
- sostituzione dei pannelli solari;
- ispezione della stazione;
- movimentazione del carico esterno alla stazione;
- supporto degli astronauti durante operazioni esterne.

La Stazione Spaziale Internazionale è già dotata di un braccio robot, il Canadarm2, tuttavia, a causa di un differente tipo di base di ancoraggio e di aggancio dei carichi utili, il braccio robot non può essere utilizzato nella sezione russa della ISS. 

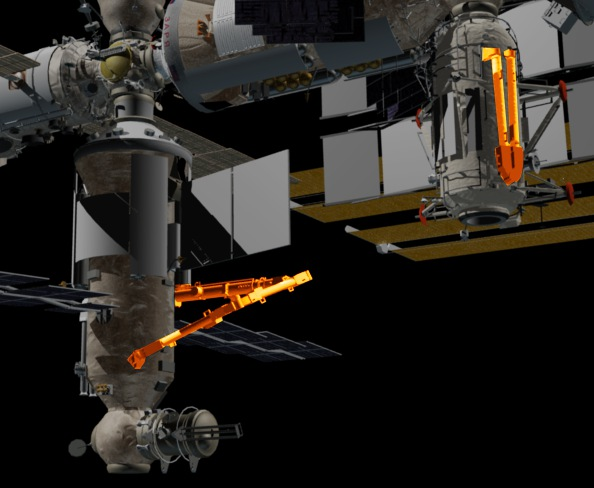
Il braccio robotico europeo fissato al futuro modulo Nauka a sinistra e alcuni pezzi di ricambio fissati al modulo Rassvet (rappresentazione artistica a cura della NASA)

Sviluppato per l'Agenzia Spaziale Europea (ESA), da aziende olandesi come prime appaltatrici e con subappalti in otto nazioni, il robot sarà lanciato da un razzo Proton e sarà montato dall'equipaggio dell'ISS. L'ERA verrà collegato al modulo Multipurpose Laboratory Module (MLM). Il modulo russo servirà come base per l'ERA durante le operazioni del braccio robot.

## Controllo di ERA
Gli astronauti potranno controllare ERA sia dall'esterno che dall'interno della Stazione Spaziale Internazionale.
Il controllo da dentro la stazione spaziale (Intra Vehicular Activity-Man Machine Interface (IVA-MMI)) avviene attraverso un laptop che mostra un modello dell'ERA e lo spazio circostante.
Il controllo dall'esterno della stazione spaziale (Extra Vehicular Activity-Man Machine Interface (EVA-MMI)) sfrutta una interfaccia specificamente progettata per l'uso con una tuta spaziale

## Componenti del braccio
Il braccio è composto da:
- due "bracci": sezioni simmetriche del braccio in fibra di carbonio, lunghe circa 5 metri;
- due meccanismi di presa identici (End Effectors ('EE')) in grado anche di trasferire dati, potenza o attuazione meccanica ai carichi trasportati;
- due snodi,verso le estremità degli "braccia", con tre articolazioni ciascuno ;
- uno snodo centrale che unisce i due "bracci";
- un computer di controllo centrale all'interno del "braccio" ("ECC");
- quattro telecamere e unità di illuminazione ("CLU").